# Банзай! (фильм)
«Банзай!» (фр. Banzaï) — французская комедия 1983 года режиссёра Клода Зиди.

## Сюжет
Главный герой Мишель (Колюш) работает в крупной страховой компании, но после проступка начальство под угрозой увольнения принуждает Мишеля заниматься крайне неблагодарным делом: привозить домой, во Францию, пострадавших за границей людей, в то время, как у Мишеля намечается свадьба со стюардессой Изабель.
Хотя в фильме часто упоминается, что у Мишеля отсутствует чувство юмора, он попадает в крайне опасные передряги, но, благодаря своему невероятному оптимизму, всегда находит выход: в Нью-Йорке негры-бандиты оказывают ему помощь, из Африки, из страны, где была гражданская война, он уходит невредимым, заодно освободив из тюрьмы лидера повстанцев. Финальные события фильма происходят в Гонконге: местные мафиози пытаются использовать человека, за которым приехал Мишель, как транспортное средство для перевозки наркотиков, но всё кончается хэппи-эндом.
В фильме иронически оценивается деятельность крупных страховых компаний. Из пустыни Сахара герою Колюша звонит клиент, столкнувшийся на автомобиле с верблюдом,  и сообщает, что ему срочно нужен автомеханик. Страховой агент предлагает ему связаться с автомехаником по имени Ахмед Бароуди, который якобы живёт в ближайшем городке. Другой клиент (ехавший на том самом верблюде араб) интересуется у страховщика, как ему найти ветеринара для своего верблюда. В ответ получает предложение обратиться к тому же самому Ахмеду Бароуди.
Очень интересен случай, когда на запрос о том, что у автомобиля оборвался ремень двигателя, страховой агент рекомендует установить брючный ремень. Главное, что замена оказалась удачной и герой добрался до автосервиса.
«Банзай» — это крик, который издавал пилот-японец, когда наркотические вещества случайно попали в систему вентиляции самолёта. В дальнейшем пилот собрался «атаковать Пёрл-Харбор», что с успехом и проделал, бомбя багажом пассажиров гонконгские улицы, а потом посадил авиалайнер на авианосец.
На лицензионном DVD фильм в России выпустила фирма «CP Digital».

## В ролях
- Колюш — Мишель Бернардин
- Валери Мересс — Изабель Парис
- Дидье Каминка — Кузен Поль
- Марта Виллалонга — Мадам Бернардин
- Забу Брайтман — София